# そら (イラストレーター)
そら（SORA、1978年1月25日 - ）は、北海道札幌市生まれの絵本作家、フェルト作家、イラストレーター。日本児童出版美術家連盟（童美連）会員。北星学園女子中学高等学校卒業。

## 概要
主な著書に、「パンダ星」（学研プラス）、「ハッピー・マインド ～ずっと君のままで。～」（青春出版社）、ゆびにんぎょうぶっく「しろくまくんのおいしいものだ～いすき」「ねずみくんのたのしいおでかけ」（主婦の友社）、「TO YOU ～大切な君へ～」「ほしをつかまえたおうじ」（MG BOOKS）、ギフト絵本「赤い糸」（パルプ出版）など。
主なキャラクター作品に、JR北海道ICカード乗車券「Kitaca」のキャラクター『エゾモモンガ』、北海道観光PRキャラクター『キュンちゃん』、ウポポイ （民族共生象徴空間） PRキャラクター「トゥレッポん」他多数あり。
ライフワークは、絵本の読み聞かせ。

## 主な代表作
- JR北海道ICカード乗車券 - Kitacaキャラクター「エゾモモンガ」
- 北海道電力 - オール電化PRキャラクター「電化クマ家族」
- 第62回さっぽろ雪まつりポスター
- 富士メガネCM - 「メガネくま」
- 2012年北海道デスティネーションキャンペーン - イメージキャラクター「キュンちゃん」[5]
- がんばろう日本応援プロジェクト（東日本大震災復興支援） - ロゴマーク「心」[6][7]
- 2011年ミュンヘン・クリスマス市 in Sapporoポスター[8]
- オリジナルぬいぐるみキャラクター「しろくまくんシリーズ」
  - JR北海道「秋のとかちキャンペーン」[9][10]
  - 江崎グリコ - ビスコパッケージ裏面企画[11]
  - 札幌市消防局 - 2010年度秋季防火ポスター[12]
- 札幌地区トラック協会オリジナル絵本「ランディーシリーズ」（非売品）
  - ランディーときいろのトラック
  - ランディーとトラックのうんてんしゅ
  - ランディーとまちのクリスマス
  - ランディーのハロウィントラック
  - トラックトラックにもつをのせて
  - ランディーとおおきなスイカ
  - ランディーとちいさなともだち

## メディア
- UHB - U型テレビコメンテーター（金曜日担当、2012年3月30日放送分まで）
- tvh - 「北海道!感動ふれあい旅日記」（2011年9月19日、テレビ北海道道東エリア開局記念特番、TXN系列6局ネット）[13]
- 読売新聞北海道版連載コラム「遠望 眺望」（2011年10月- 、5週間に1度）
- NHK札幌放送局 - つながるきたカフェ「さっぽろ街角さんぽ」（およそ月1回、不定期）
- NOTTV - 「nottyLIVE」（2012年、不定期）
- HBC - Eatrip 〜北海道・おいしい一人旅〜（2015年7月 - 12月）

## 著書

### 絵本
- 赤い糸（パルプ出版）
- ほしをつかまえたおうじ（MG BOOKS）

### しろくまくんシリーズ
- いつもそばに（2008年、MG BOOKS）
- ほら、いつだって（2008年、MG BOOKS）
- きみにありがと（2009年、MG BOOKS）
- FOR YOU 〜 旅立つ君へ 〜（2010年、MG BOOKS、 ISBN 978-4-900253-66-7）
- TO YOU 〜 大切な君へ 〜（2011年、MG BOOKS、 ISBN 978-4-900253-68-1）
- WITH YOU 〜 大好きな君へ 〜 （2012年、MG BOOKS、ISBN 978-4-900253-71-1）